# بورسوکی-کولونگا
بورسوکی-کولونگا (به لهستانی:  Borsuki-Kolonia) یک روستا در لهستان است که در گمینا زاتوره واقع شده‌است.